# Bój pod Górkami i Zamościem
Bój pod Górkami i Zamościem – wrześniowe walki Grupy Operacyjnej Kawalerii gen. Romana Abrahama z wojskami III Rzeszy; epizod bitwy nad Bzurą (III faza).

## Sytuacja ogólna
W dniach 13–15 września  Armia „Pomorze” przeprowadziła natarcie na Skierniewice i Łowicz, a pod jego osłoną w kierunku Warszawy przegrupowały się pozostałe siły Grupy Armii gen. Tadeusza Kutrzeby. Fiasko polskiego natarcia i odwrót całości Armii „Pomorze" na lewy brzeg Bzury spowodowały zacieśnianie się wokół zgrupowania polskich armii pierścienia okrążenia realizowanego przez siedemnaście niemieckich dywizji. 16 września Polacy rozpoczęli przebijanie się z powstałego kotła.

Wielkopolska BK maszerowała przez Puszczę Kampinoską na wschód. W tym samym czasie wchodził do niej od południa niemiecki 12 pułk piechoty z 31 Dywizji Piechoty.

## Walki
Maszerujące ku Warszawie oddziały polskiej kawalerii natknęły się w Puszczy Kampinoskiej na szeroko rozstawiony obronnie niemiecki 12 pułk piechoty. W tej sytuacji 7 pułk strzelców konnych zaatakował broniący Zamościa III/12 pp ppłk. Ericha Magnusa. 4 szwadron por. Edwarda Groniowskiego rozbił niemieckie ubezpieczenie boczne, ale silny ogień broni maszynowej z pozycji głównych zatrzymał jego natarcie. Wprowadzanie do walki kolejnych szwadronów pułku nie załamało obrony nieprzyjaciela. Straty i zmęczenie żołnierzy spowodowały, że d-ca 7 psk płk Stanisław Królicki zaproponował gen. Abrahamowi zaniechanie natarcia na Zamość. Dowódca grupy operacyjnej nie zatwierdził jednak prośby. Wobec tego 7 psk wznowił natarcie. Atakujące w pierwszym rzucie 3 i 4 szwadron, wspierane baterią 7 dak, uchwyciły kilka zabudowań, ale niemiecki kontratak zepchnął je za rzekę Łasicę. Wyczerpany walką pułk nie był w stanie ponowić uderzenia, ale zabezpieczył wejście do walki 14 pułku ułanów.
Dopiero oskrzydlający od północy atak 14 pułku ułanów zmienił sytuację na korzyść Polaków. 4 szwadron por. Alfreda Godlewskiego zaatakował broniący się na zachód od Górek II/12 pp ppłk. Erwina Speera. Atak nie uzyskał jednak powodzenia. Poległ między innymi dowódca szwadronu i trzech innych oficerów. W tej sytuacji dowódca pułku rzucił do walki dwa kolejne szwadrony. Atak wspierała 2/7 dywizjonu artylerii konnej por. Władysława Fazana. 1 szwadron uderzył od czoła, a 2 szwadron miał obejść lasem niemieckie stanowiska i uderzyć na ich skrzydło i tyły. Skoordynowane w czasie natarcie trzech szwadronów uzyskało powodzenie. Po zaciekłej walce wręcz Niemcy zostali zmuszeni do wycofania się w stronę Górek. 
Posuwający się bardziej na północ 6 pułk Ułanów Kaniowskich uderzył na I/12 pp mjr. Franza Krohna. W walce z niemiecką piechotą ułani odnieśli zwycięstwo, ale atak lotniczy przerwał ich natarcie, wprowadził zamieszanie i zadał ułanom znaczne straty osobowe. Dowódca 6 puł. płk Stefan Liszko wydał rozkaz oderwania się od nieprzyjaciela i kontynuowania marszu w kierunku Warszawy. Za ułanami maszerowały oddziały 25. i 15 Dywizji Piechoty.
Rano 17 września 15 pułk ułanów z przydzieloną baterią 7 dak maszerował na wschód i o 7.30 osiągnął rejon Łubca. Tu natknął się na nadjeżdżającą od strony Leszna jednostkę OR 31 DP. Ułani rozbili niemiecki pluton zwiadowczy. Tu też nastąpiło spotkanie z dowódcą 84 pp, będącym częścią załogi Modlina. Płk dypl. Stanisław Sztarejko zaproponował mjr. Kazimierzowi Chłapowskiemu przejście z pułkiem na odpoczynek do rejonu Wierszy. Propozycja została przyjęta i 15 puł z baterią 7 dak odpoczywał tam aż do świtu 18 września.
Za 15 pułkiem ułanów, po tej samej marszrucie, posuwał się 9 pułk ułanów, z zadaniem  opanowania południowo-wschodnich wyjść z Puszczy Kampinoskiej. Około 8.00, na wysokości drogi Zamość – Kampinos, doszło do potyczki z niemieckimi pododdziałami rozpoznawczymi, które od południa próbowały wejść do Puszczy Kampinoskiej. Szpicę czołową stanowił 2 szwadron rtm. Antoniego Bieleckiego, a ubezpieczenie tylne zapewniał 4 szwadron rtm. Jerzego Poborowskiego. Patrole 1 szwadronu maszerowały po obu stronach południowego pasa puszczy. W czasie marszu, czołgi niemieckie zaatakowały 4 szwadron. Dwa zniszczono, tracąc armatę przeciwpancerną. Około 17.00 ubezpieczenia przednie dotarły do skraju lasu pomiędzy Grabiną a Roztoką. Tu drogę zastąpił im niemiecki oddział rozpoznawczy z 31 DP. 2 szwadron próbował nacierać, lecz utknął w silnym ogniu piechoty i artylerii. Napór wojsk niemieckich na pododdziały pułku z kilku stron spowodował, że ppłk Klemens Rudnicki nie zdecydował się na użycie odwodowego 3 szwadronu rtm. Edwarda Ksyka i postanowił pozostać w zajmowanym rejonie, a w nocy oderwać się od nieprzyjaciela, by przed świtem przebić się do północnego pasma Puszczy Kampinoskiej i dołączyć do głównych sił grupy operacyjnej kawalerii. W ciemnościach pułk oderwał się od wroga i odsunął na północ w głąb lasu, gdzie stanął na odpoczynek. Chociaż 9 pułk ułanów nie wykonał postawionego przed nim zadania, ponieważ nie dotarł do południowo-wschodnich wyjść z Puszczy Kampinoskiej, to jego bój w rejonie Grabiny związał OR z 31 DP dążący do Zamościa na pomoc niemieckiemu 12 pułkowi piechoty, czym ułatwił ruch na wschód głównej kolumnie grupy operacyjnej kawalerii.

## Wojska

### Wojska polskie
| Pułki                        | Dowódcy                |
| ---------------------------- | ---------------------- |
| 7 pułk strzelców konnych     | płk Stanisław Królicki |
| 14 pułk Ułanów Jazłowieckich | płk Edward Godlewski   |
| 6 pułk Ułanów Kaniowskich    | płk kaw. Stefan Liszko |
| 15 pułk Ułanów Poznańskich   | ppłk Tadeusz Mikke     |
| 9 pułk Ułanów Małopolskich   | ppłk Klemens Rudnicki  |

### Wojska niemieckie
| Pułk                   | Bataliony | Dowódcy              |
| ---------------------- | --------- | -------------------- |
| 12 pułk piechoty       | dowództwo | płk Hugo Ribstein    |
| 12 pułk piechoty       | I/12 pp   | mjr Franz Krohn      |
| 12 pułk piechoty       | II/12 pp  | ppłk Erwin Speer     |
| 12 pułk piechoty       | III/12 pp | ppłk Erich Magnus    |
| OR 31 Dywizji Piechoty |           | ppłk Ludwig Kremling |